# Internationaal Museum voor Familiegeschiedenis

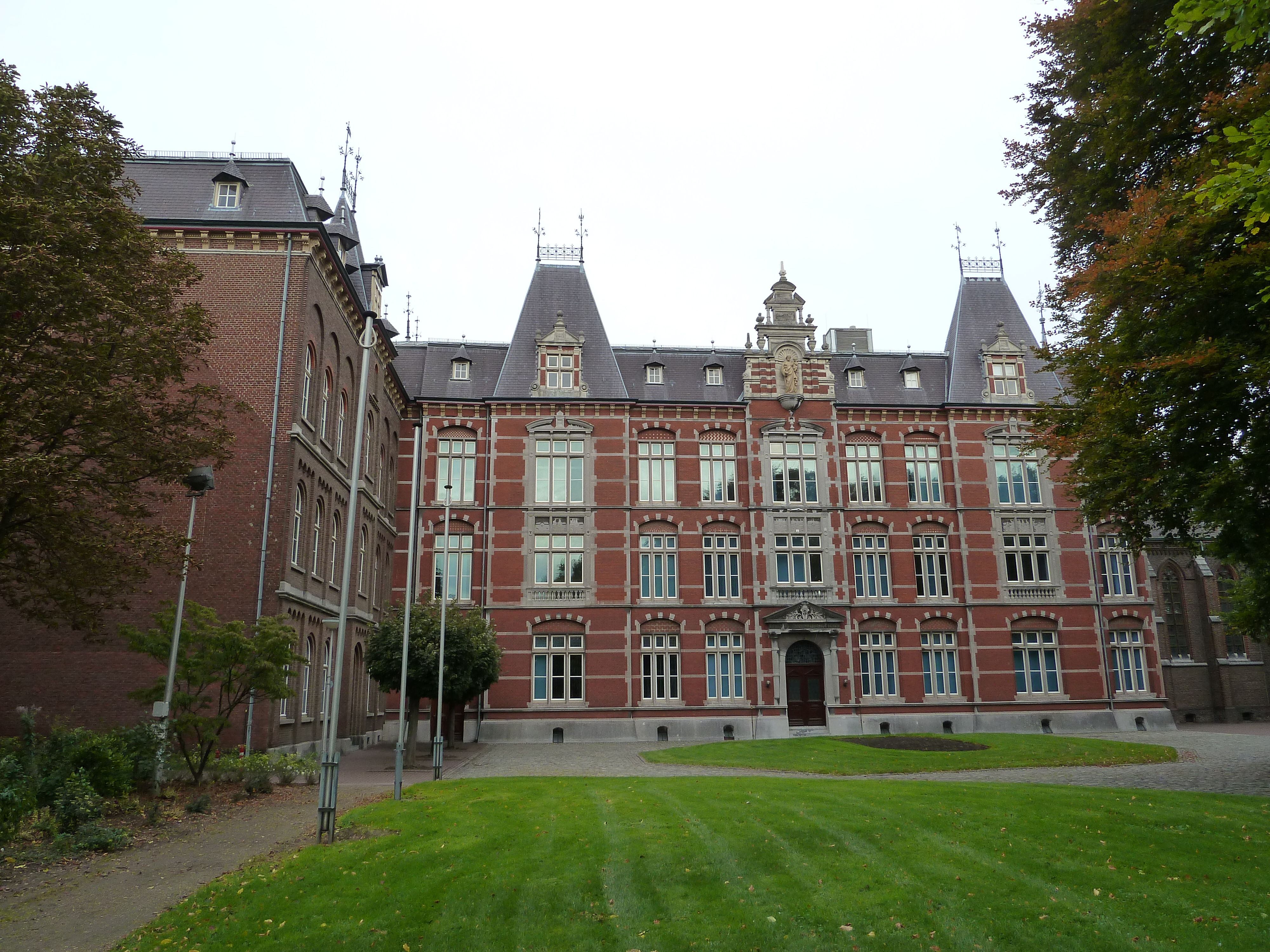
Ursulinenconvent

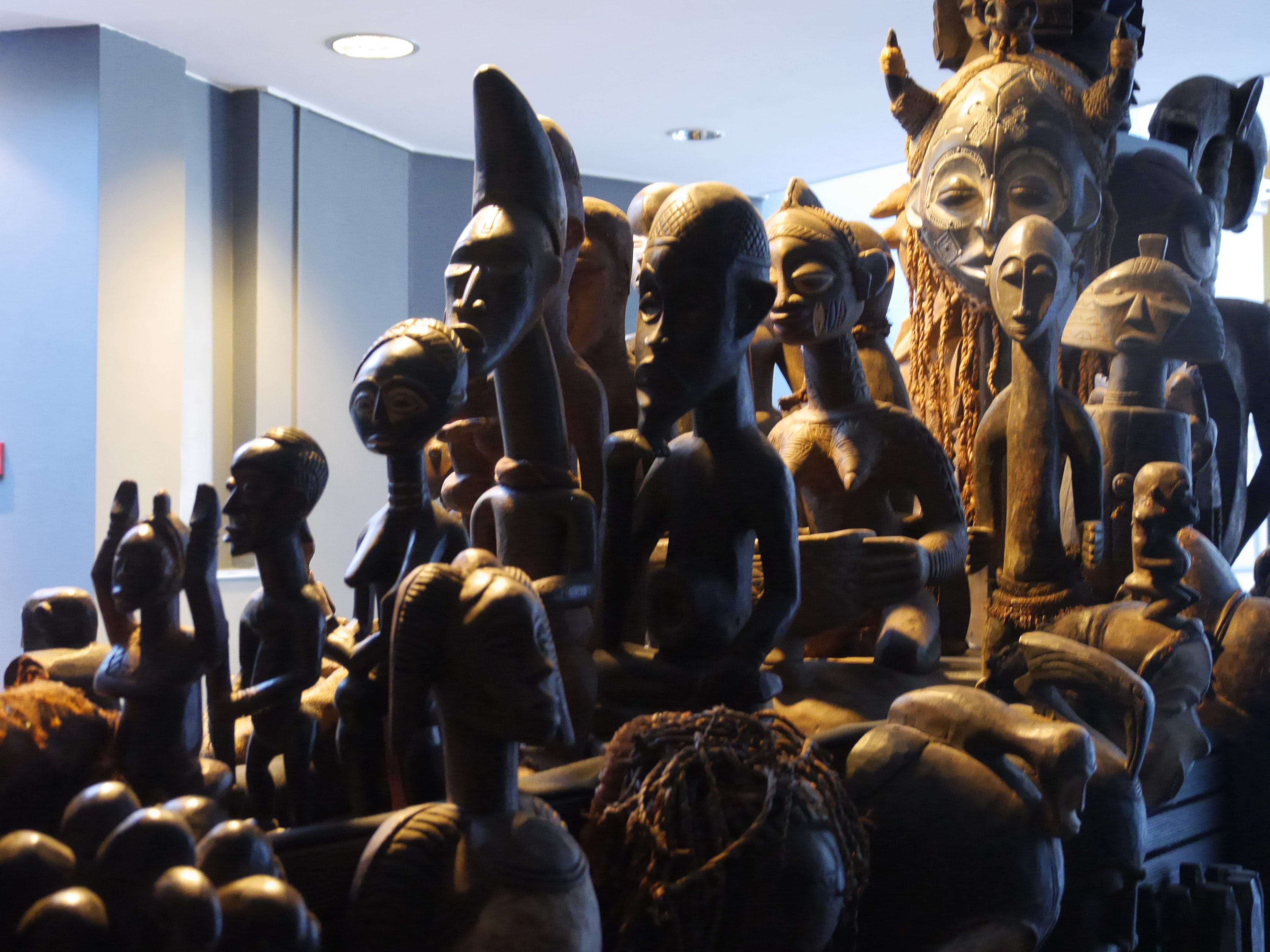
Hal van Migratie, Internationaal Museum voor Familiegeschiedenis

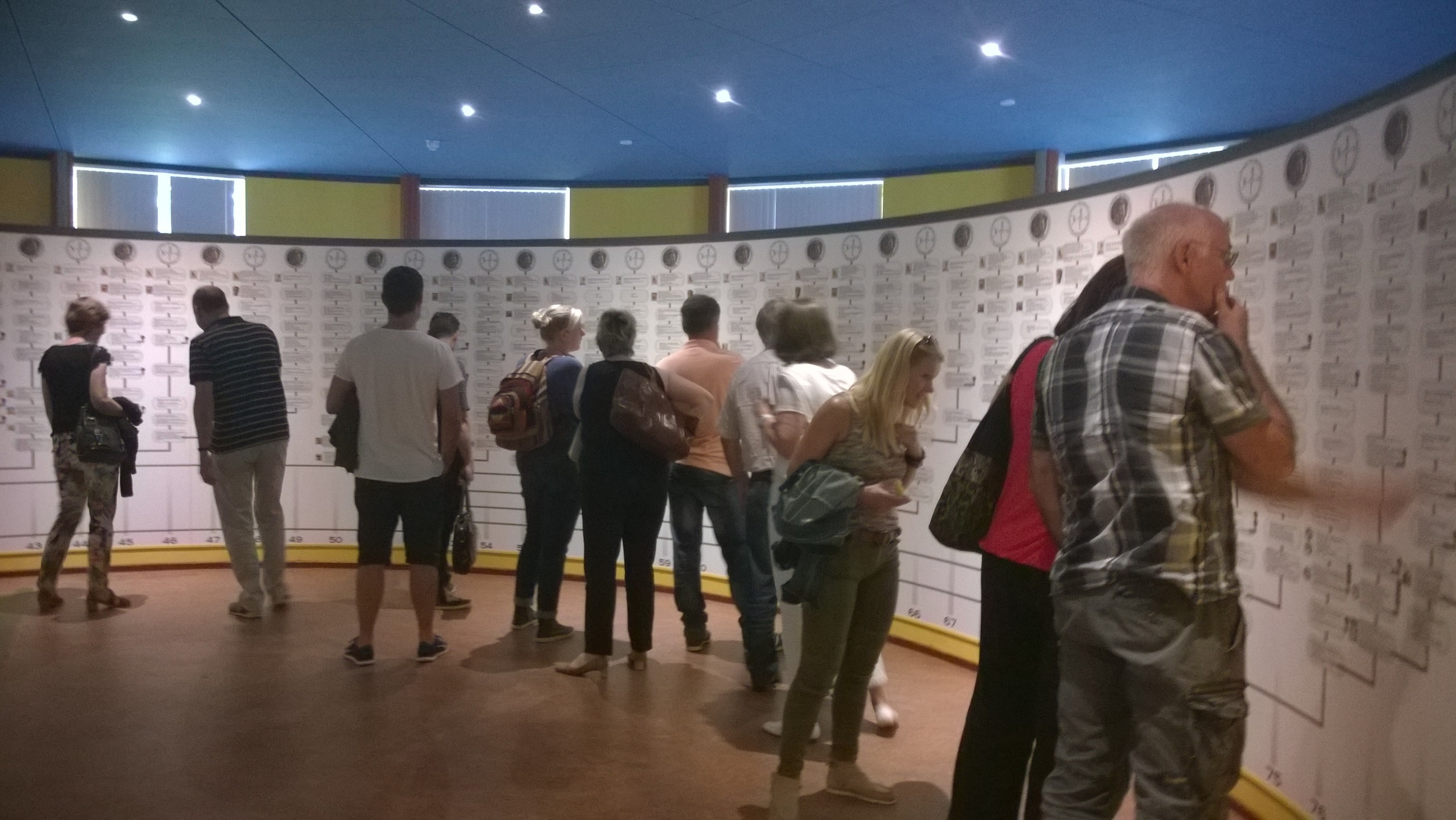
Museumnacht in het Internationaal Museum voor Familiegechiedenis, Eijsden, 2017

Het Internationaal Museum voor Familiegeschiedenis, kortweg Familiemuseum, is gevestigd in het Ursulinenconvent te Eijsden in de provincie Limburg.
Het museum werd geopend in 2014 en het belicht familiegeschiedenis in de breedste zin van het woord. Tot de onderwerpen behoren genealogie in zowel de moderne als de traditionele zin, heraldiek, DNA-onderzoek, culturele en religieuze achtergronden, tradities en niet-westerse genealogie. Er is beeldmateriaal, zoals een collectie familiefoto's en -portretten, en er worden aan familiegeschiedenis en heraldiek gerelateerde objecten tentoongesteld. 
In het Karel de Grote-paviljoen toont een stamboom met een lengte van 23 meter zowel de afstammelingen van deze vorst, als 244 afstammingslijnen die Karel de Grote met graaf Jan II van Avesnes en diens broer, de Utrechtse bisschop Gwijde van Avesnes verbinden.
Ook werk en persoon van de in Eijsden geboren antropoloog en paleontoloog Eugène Dubois, de ontdekker van de Javamens, wordt in het museum belicht in de over vier museumzalen ingerichte afdeling Evolutie en DNA, opgezet door conservator prof. Joep Geraedts om actuele vraagstukken in verband met genetica en wetenschap aan de orde te stellen.
Sinds 2017 is tevens het kantoor en het archief van de International Qajar Studies Association (IQSA), die publiceert, exposities en congressen organiseert over de Kadjaren, in het museum gevestigd. 
Het museum is organisatorisch ondergebracht in een zelfstandige stichting en werkt samen met andere stichtingen onder de noemer Museum Het Ursulinenconvent.